# Erigeron leibergii
Erigeron leibergii là một loài thực vật có hoa trong họ Cúc. Loài này được Piper mô tả khoa học đầu tiên năm 1901.